# Agenzia di stampa
Un'agenzia di stampa o agenzia d'informazione (inglese: news agency oppure newswire) è un'organizzazione specializzata nel fornire un servizio d'informazione a vari tipi di media: giornali, riviste, emittenti televisive e radiofoniche e giornali online.

## Storia
Le agenzie di stampa nacquero nella seconda metà del XIX secolo per fornire informazioni ai giornali. Le prime furono Havas, Wolff e Reuters. Il commerciante Charles-Louis Havas aprì nel 1832 a Parigi un ufficio di traduzioni. Il suo lavoro originario consisteva nel riprendere gli articoli dei giornali stranieri, tradurli e vendere la traduzione a quelli francesi. Più o meno negli stessi anni Bernhard Wolff e Paul Julius Reuter aprirono altre due agenzie simili a Berlino e a Londra. I tre si incontrarono nel 1859 per spartirsi il monopolio dell'informazione organizzata. Alla prima agenzia vennero assegnati Francia, Italia, Spagna, Portogallo e Medio Oriente, alla seconda Scandinavia, Germania, Russia e Balcani, alla terza i possedimenti dell'Impero britannico. L'accordo restò in vigore fino alla prima guerra mondiale, quando le agenzie di stampa americane cominciarono a fare una forte concorrenza. L'Associated Press fu la prima a mettere in discussione il monopolio europeo, seguita dalla United Press International (UPI). Si rese allora necessario un nuovo incontro, che avvenne nel 1934 a Riga. Nell'occasione furono riconosciuti i principi della libera concorrenza e della libera informazione. Simbolo delle agenzie di stampa era una nuova macchina installata dalla Reuters a Londra: la telescrivente, che consentiva il trasferimento simultaneo di messaggi dattilografati. In Italia c'era la Stefani, che aveva visto la luce su decisione di Cavour nel 1853. Fu l'agenzia nazionale dello Stato fascista e della Repubblica di Salò, prima di essere chiusa con la fine della seconda guerra mondiale. Venne sostituita nel 1945 dall'ANSA.

## Descrizione e compiti
Le agenzie di stampa possono essere delle imprese che vendono i loro servizi (es. AP/LaPresse, Adnkronos, AgenParl, AGI, askanews, Bloomberg, DIRE, Italpress, Redattore sociale, Reuters) oppure delle cooperative costituite da diversi organi d'informazione allo scopo di condividere le informazioni (es. ANSA).
Il compito delle agenzie di stampa è duplice: 1) produrre e diffondere notizie in proprio; 2) fungere da fonti per i mass media, ai quali provvedono a segnalare fatti e forniscono informazioni. Le notizie prodotte dalle agenzie di stampa vengono chiamate in gergo "lanci". Il pubblico è costituito da tutti i giornali abbonati e dall'insieme dei lettori che s'informano in rete grazie alla pubblicazione dei "lanci" su Internet. In generale, afferma Alberto Papuzzi, il carattere potenzialmente universale del loro pubblico fa sì che le agenzie di stampa tendano alla maggiore completezza d'informazione possibile. Dal momento che la notizia viene poi rielaborata dalle redazioni dei giornali, essa viene presentata in maniera agile e flessibile in base a due tipologie principali:
1. Il flash (in italiano, "primo lancio"), testo di una o due righe al massimo con il quale l'agenzia segnala ai giornali una nuova notizia. Ad esempio, il 22 novembre 1963 l'Ansa produsse il flash: "Dallas. Il presidente Kennedy è morto";
2. Il take (in italiano, "dispaccio"), articolo breve e conciso (massimo 20 righe) che obbedisce alla regola delle cinque W.

Le agenzie si occupano anche di inviare note che contengono la scaletta degli avvenimenti del giorno; vengono lette dai capiservizio.
Le maggiori agenzie di stampa sono strutturate come i grandi giornali. I materiali che forniscono sono soggetti a usi diversi, che dipendono dalle dimensioni dei giornali che li utilizzano. Se la testata è importante, di solito vengono rielaborati, altrimenti possono anche essere pubblicati senza modifiche.

## Nel mondo
Le dieci principali agenzie di stampa del mondo, secondo Alberto Papuzzi, sono:
- Associated Press ( Stati Uniti)
- United Press International ( Stati Uniti)
- Reuters ( Regno Unito)
- ANSA ( Italia)
- Agence France-Presse ( Francia)
- TASS ( Russia)
- Nuova Cina ( Cina)
- DPA ( Germania)
- EFE ( Spagna)
- Kyodo Tsūshinsha ( Giappone)

### In Italia
Da prima degli anni '80, il Piano di Rinascita Democratica della loggia massonica regolare Propaganda 2 pianificava di «coordinare tutta la stampa provinciale e locale attraverso una agenzia centralizzato».

Oltre all'ANSA, menzionata in precedenza, esistono alcune altre agenzie di stampa, che operano in un circuito informativo indipendente:
- di tipo generalista (economia, politica, cronaca, spettacolo):
  - Adnkronos (del gruppo Giuseppe Marra Communications)
  - Agenzia Giornalistica Italia (partecipata del gruppo Eni)
  - Askanews e Sviluppo Programmi Editoriali (del Gruppo Abete)
  - Inter press service (internazionale, accreditata dall'ONU)
  - Italpress (proprietaria di Malta News Agency)
  - LaPresse (partner di Associated Press)[4]
- di tipo non generalista:
  - Agenzia Vista (attualità politica e parlamentare)
  - AgenParl (stampa parlamentare)
  - Agenzia Nova (attualità politica italiana e globale)[5]
  - Adista (religione cattolica e controinformazione)
  - Agenzia Giornalistica Radiotelevisiva (servizi informativi per emittenti radiofoniche)
  - AISE – Agenzia Internazionale Stampa Estero (rivolta ai media italiani, rappresentanze diplomatico-consolari, organizzazioni ed eletti dagli italiani all'estero)[6]
  - Avionews (trasporto aereo, elicotteri, aeroporti, difesa, sicurezza e spazio)[7]
  - DIRE (politica e associazionismo)
  - EFA News (industria agroalimentare)[8]
  - GEA - Green Economy Agency (ambiente, energia, economia circolare, sostenibilità)
  - Servizio Informazione Religiosa (religione cattolica, organo della CEI)
  - OP-Osservatore Politico (settimanale politico, in stampa fino al 1982)
  - Agence Europe (con sede a Bruxelles)